# Saint Peter (Barbados)
Saint Peter è una parrocchia di Barbados.
Il territorio ha una superficie di 34 km² ed una popolazione di 11.300 abitanti (censimento 2010). Il principale centro abitato è Speightstown.
Qua è nato il musicista Dennis Bovell.